# Napoli verde-blu

Napoli verde-blu est un film musical musicarello italien réalisé par Armando Fizzarotti et sorti en 1935.
Bien que situé à Naples, le film a été tourné dans un studio à Rome.

## Fiche technique
- Titre : Napoli verde-blu
- Réalisation :	Armando Fizzarotti
- Scénario : Armando Fizzarotti
- Production : Raffaele Colamonici , Gioacchino De Martino
- Musique  : E.A. Mario
- Photographie :Antonio Cufaro , Armando Fizzarotti
- Montage : Gennaro Masullo , Armando Fizzarotti
- Production : Coldim
- Année de sortie : 1935
- Durée : 54 minutes
- Pays de production :  Royaume d'Italie
- Date de sortie : 1935

## Distribution
- Lina Gennari
- Ellen Meis
- Silvio Orsini
- Armando Gill
- Agostino Salvietti
- Carlo Buti
- Nicola Maldacea
- Salvatore Papaccio
- Giuseppe Ricagno
- La Gemmati
- Anna Maria
- Girolamo Gaudiosi